# Harly
Harly ist eine französische Gemeinde mit 1.563 Einwohnern (Stand: 1. Januar 2022) im Département Aisne in der Region Hauts-de-France. Sie gehört zum Arrondissement Saint-Quentin und zum Kanton Saint-Quentin-3. 

## Geographie

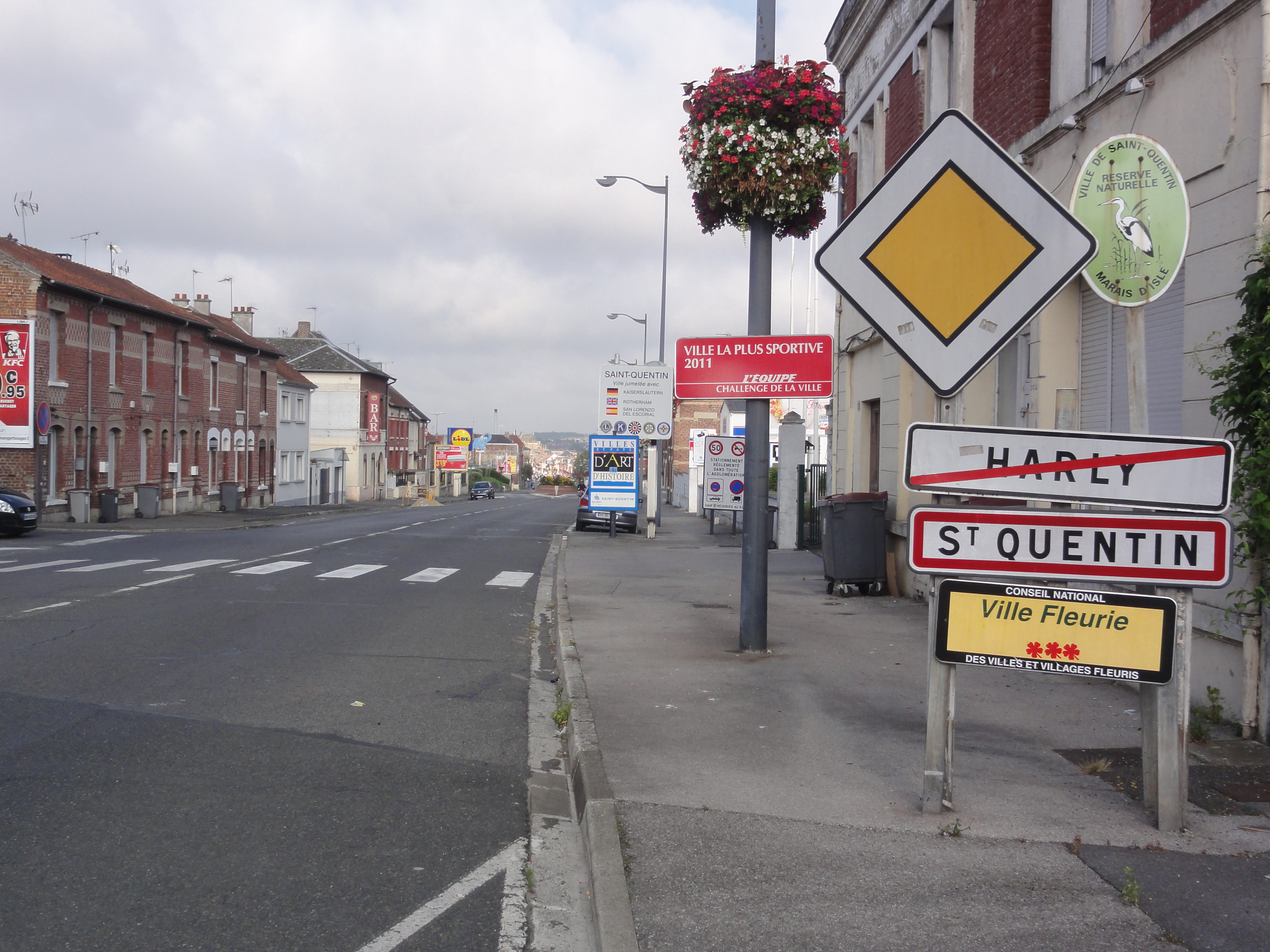
Grenze zur Stadt Saint-Quentin

Harly ist eine banlieue im Osten von Saint-Quentin. Im Nordwesten reicht das Gemeindegebiet bis an das hier sumpfige Sommetal heran. Nachbargemeinden von Harly sind Morcourt im Norden, Homblières im Nordosten und Osten, Mesnil-Saint-Laurent im Südosten, Neuville-Saint-Amand im Süden sowie Saint-Quentin im Westen.

## Bevölkerungsentwicklung
| Jahr                       | 1962 | 1968 | 1975 | 1982 | 1990 | 1999 | 2006 | 2013 | 2022 |
| -------------------------- | ---- | ---- | ---- | ---- | ---- | ---- | ---- | ---- | ---- |
| Einwohner                  | 783  | 1445 | 1425 | 1976 | 1892 | 1803 | 1767 | 1678 | 1563 |
| Quellen: Cassini und INSEE |      |      |      |      |      |      |      |      |      |

## Sehenswürdigkeiten
- Kirche Saint-Martin aus dem 17. Jahrhundert, im Ersten Weltkrieg zerstört und um 1926 wieder aufgebaut
- Calvaire
- Schloss Harly
- Nekropole der Merowinger mit etwa 700 Gräbern

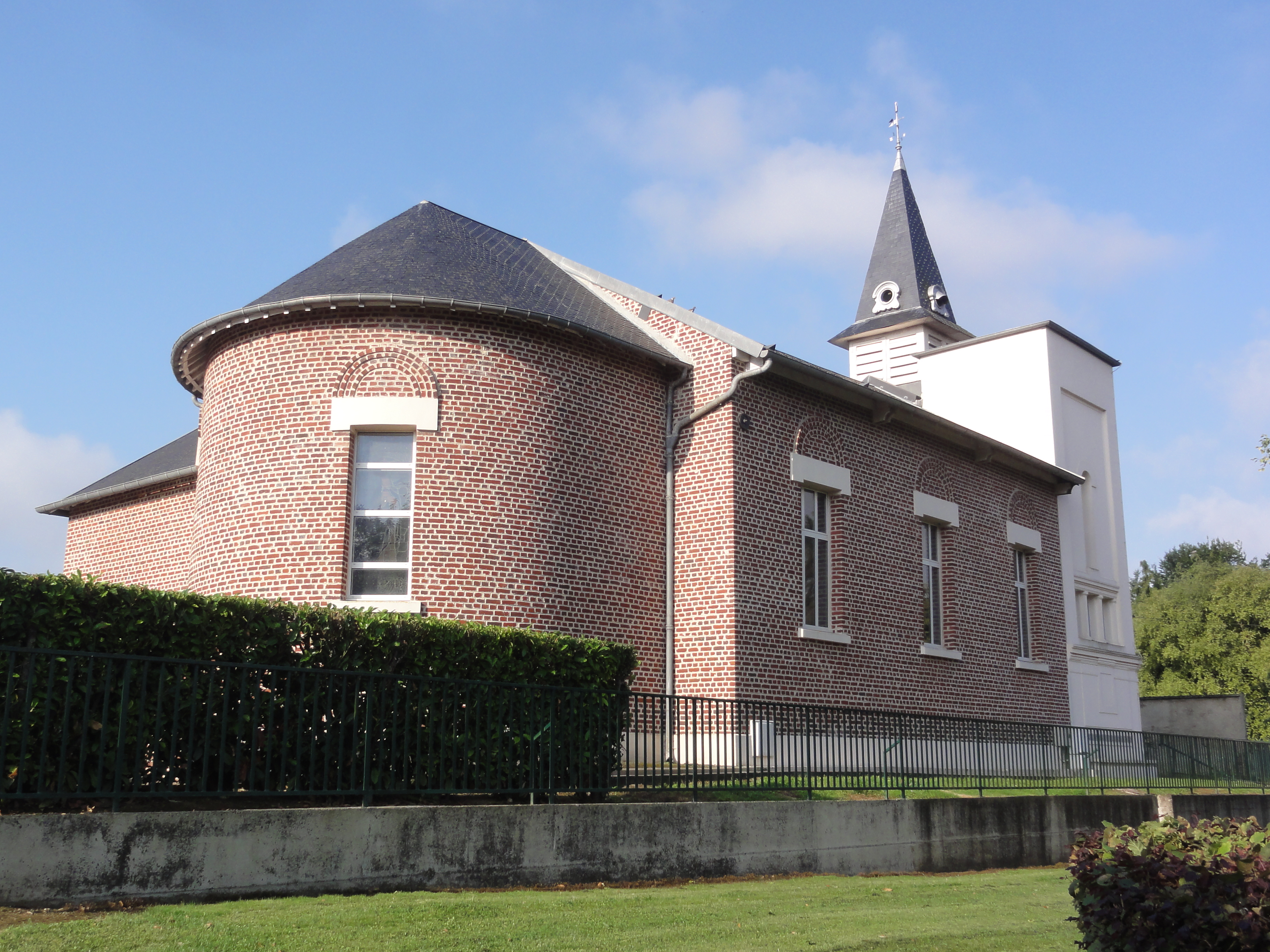
Kirche Saint-Martin
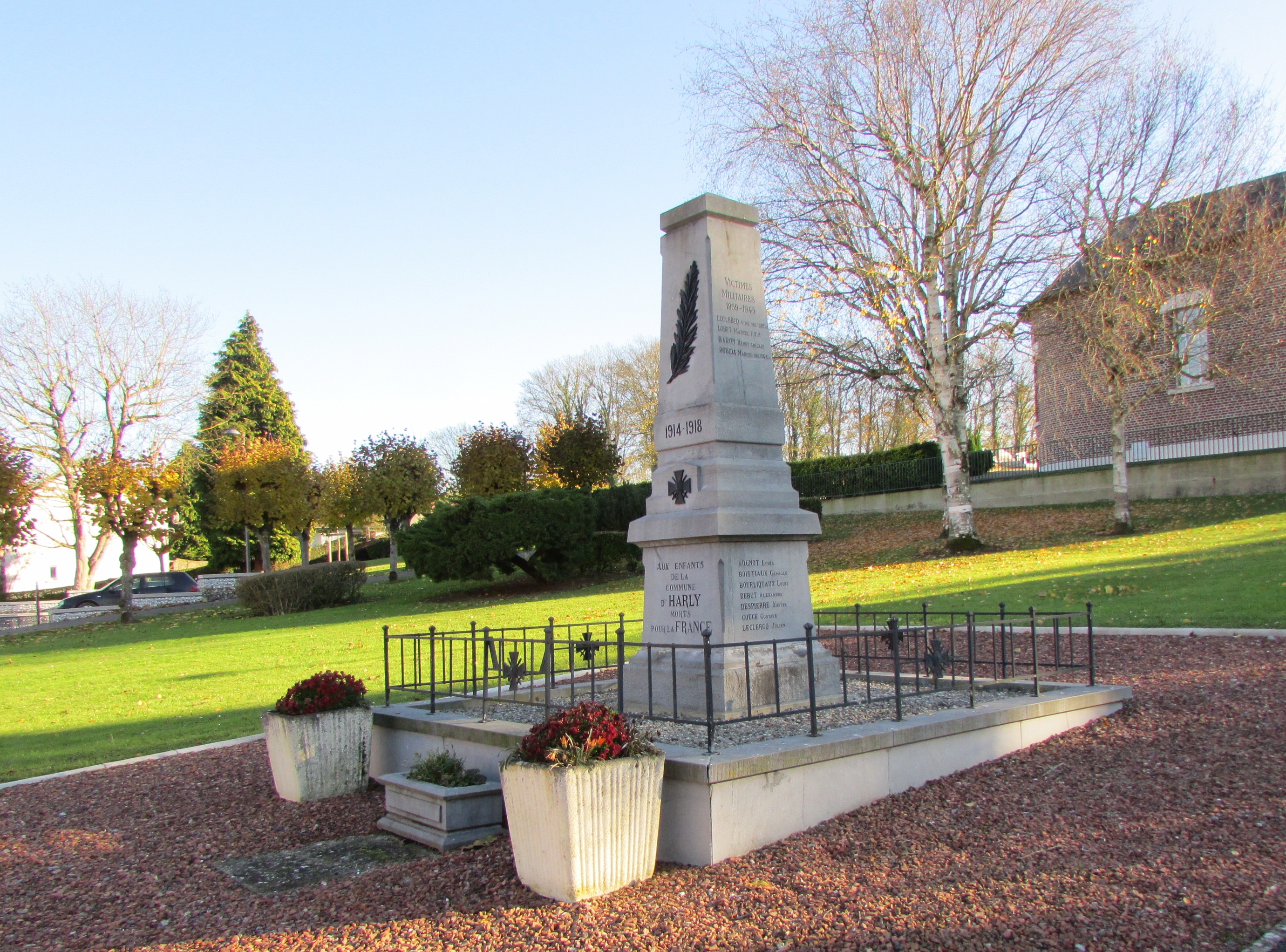
Gefallenendenkmal